# Natalio Berman
Natalio Berman Berman (Odesa, Imperio ruso; 10 de octubre de 1908-Santiago, Chile; 13 de abril de 1957) fue un médico cirujano y político comunista ruso-judío-chileno. Hijo de Isaías Berman y Clara Berman, contrajo matrimonio con Luisa Kohen Raier.

## Estudios
En su viaje a América fue tomado prisionero con sus padres (1914) y recluidos en un campo de concentración alemán. Fue educado en Liceo de Hombres de Valparaíso y luego en la Facultad de Medicina de la Universidad de Chile, donde obtuvo el título de médico cirujano (1930), su tesis tituló "Metrorraguas Extrauterina". Un año antes había logrado la nacionalidad chilena.
Ejerció su profesión, como médico general, fue ayudante ad honorem de Anatomía y profesor del mismo ramo en la Escuela de Medicina (1930-1932). Al radicarse en Concepción, fue profesor de la Cruz Roja y del Liceo de Niñas de esa ciudad.

## Vida política
Militante del Partido Socialista y fue uno de sus fundadores, así como de la organización política denominada Nueva Acción Pública (1931). Elegido Diputado por la 17.ª agrupación departamental, correspondiente a las comunas de Concepción, Tomé, Talcahuano, Yumbel y Coronel (1937-1949), integrando la comisión permanente de Asistencia Médico-Social e Higiene.
Se retiró del Partido Socialista junto a la fracción llamada Inconformistas, dirigida por César Godoy Urrutia y fundó el Partido Socialista de Trabajadores (1940). Fue a la reelección logrando el escaño parlamentario por la misma agrupación antes mencionada (1941-1945). En esta oportunidad integró la comisión permanente de Hacienda.
En 1944 ingresó al Partido Comunista y volvió a ser electo Diputado, por el mismo distrito (1945-1949), siendo miembro de la comisión permanente de Relaciones Exteriores.
Fue miembro de la Sociedad Médica de Chile; Presidente de la Asociación de Jóvenes Israelitas; Participó en la Federación Sionista de Chile y fundó la Policlínica Pública Israelita.

## Labor social
Viajó por toda América en campañas del Congreso Judío Mundial; representó a la comunidad judía de Chile, Bolivia y Brasil en el Congreso de la ciudad de Atlanta, Estados Unidos. Recibió la Orden del Comendador del Ecuador; condecorado por la Cruz Roja Chilena, con la medalla del "Terremoto"; Director honorario de todas las instituciones judías de Chile. Fue nombrado primer benefactor, por los bomberos de Concepción.